# Bošnjaci
Bošnjaci su južnoslavenski narod nastanjen ponajviše u Bosni i Hercegovini, kao i na području pokrajine Sandžaka u Srbiji i Crnoj Gori. Ima ih oko 3 milijuna, od toga oko 2 milijuna u Bosni i Hercegovini, a velik broj Bošnjaka živi u Turskoj, približno 350 000. Pripadaju islamskom civilizacijskom krugu, a potječu od islamiziranoga pučanstva srednjovjekovne Bosne, kao i susjednih država i područja koja su bila dulje vremena pod turskom upravom: 
- Srbija – posebice Sandžak, Šumadija, Mačva, Beograd s okolicom
- Crna Gora
- Hrvatska – poglavito Lika, Slavonija i Dalmacija).

## Povijest
Izvorno ime Bošnjanin (u latinskim vrelima sing. Bosnensis) prvotno označuje jedino pripadnika srednjovjekovne bosanske političke jedinice. 
Ime Bošnjanin prvi put se spominje u carskoj tituli bizantijskog cara Manojla Komnena oko 1166. godine, zatim u velikom broju raznih dokumenata koji su nastajali u srednjovjekovnoj Bosni, potom kod starih južnoslavenskih pisaca u vrijeme turske vladavine, kada se Bosanci, Bošnjani ili Bošnjaci spominju usporedno i ravnopravno s drugim južnoslavenskim narodima.U početcima osmanske vladavine Bošnjak (turcizirano povijesno Bošnjanin) ime je za podanika kršćanske vjeroispovijesti, dok se izraz Bosnalu odnosio na islamizirano domaće pučanstvo.
Potom, za ustaljene turske vlasti, riječ Bošnjak označavala je svakoga pripadnika zemlje Bosne (Bošnjak-milleti), pa i izraz Bošnjak-kavmi znači samo bošnjački narod za što je prikladniji bio naziv Bošnjak-taifesi, koji se sreće kao odrednica za stanovnika Bosne u narodnosnom ili plemenskom značenju.
U popisima stanovništva nakon Drugog svjetskog rata prikazani su pod različitim imenima: 1948. kao "neopredijeljeni muslimani", 1953. kao "Jugoslaveni neopredijeljeni", 1961. kao "Muslimani (etnička pripadnost)", a 1971., 1981. i 1991., nakon potpunog priznanja statusa zasebnog naroda, kao "Muslimani". Nakon raspada SFRJ i neovisnosti Bosne i Hercegovine kao u 1990-ima, prihvatili su i službeno etnonim Bošnjaci.

## Broj Bošnjaka i njihov udio u bivšoj SFRJ 1948. – 1991.
| Republike              | 1948.            | 1953.            | 1961.            | 1971.              | 1981.              | 1991.              |
| SR Bosna i Hercegovina | 788.403 (30,7 %) | 891.800 (31,3 %) | 842.248 (25,7 %) | 1.482.430 (39,6 %) | 1.630.033 (39,5 %) | 1.905.829 (43,7 %) |
| SR Crna Gora           | 387 (0,0 %)      | 8396 (2 %)       | 30.655 (6,5 %)   | 70.236 (13,3 %)    | 78.080 (13,4 %)    | 89.614 (14,6 %)    |
| SR Hrvatska            | 1077 (0,1 %)     | 16.185 (0,4 %)   | 3113 (0,1 %)     | 18.457 (0,4 %)     | 23.740 (0,5 %)     | 43.469 (0,9% )     |
| SR Makedonija          | 1560 (0,1 %)     | 1591 (0,1 %)     | 3002 (0,3 %)     | 1248 (0,1 %)       | 39.512 (2,1 %)     | 35.256 (1,7 %)     |
| SR Slovenija           | 179 (0,0 %)      | 1617 (0,1 %)     | 465 (0,0 %)      | 3197 (0,2 %)       | 13.425 (0,7 %)     | 26.867 (1,4 %)     |
| SR Srbija              | 17.315 (0,3 %)   | 79.109 (1,1 %)   | 93.457 (1,2 %)   | 154.364 (1,8 %)    | 215.166 (2,3 %)    | 246.411 (2,5 %)    |
| SFRJ                   | 808.921 (5,1 %)  | 998.698 (5,9 %)  | 972.940 (5,2 %)  | 1.729.932 (8,4 %)  | 1.999.957 (8,9 %)  | 2.347.446 (10,0 %) |